# سرية عكاشة بن محصن الأسدي (الجناب)
سرية عكاشة بن محصن الأسدي إلى الجناب أو أرض عُذرَة ، كانت في شهر ربيع الثاني سنة 9 هـ قبيل غزوة تبوك.